# Nécropole nationale de Cerny-en-Laonnois
De Nécropole nationale de Cerny-en-Laonnois is en Franse militaire begraafplaats met gesneuvelden uit de Eerste Wereldoorlog en gelegen in het Franse dorp Cerny-en-Laonnois (departement Aisne). Ze ligt in het centrum van het dorp langs de Chemin des Dames. De begraafplaats heeft een rechthoekig grondplan met een oppervlakte van 13.515 m² en is omgeven door een haag met draadafsluiting. Achteraan bevindt zich een massagraf met 2.386 doden. Hierbij zijn slechts 70 met naam gekend. Hun namen staan op twee stenen platen vermeld. 
Naast de begraafplaats bevindt zich de Duitse militaire begraafplaats Deutscher Soldatenfriedhof Cerny-en-Laonnois en er recht tegenover staat de Chapelle-mémorial de Cerny-en-Laonnois.
Er worden 5.204 doden herdacht.

## Geschiedenis
Aan het einde van de oorlog was de regio van de Aisne een zwaar verwoest gebied, vooral door de onafgebroken strijd om het bezit van de belangrijke weg, genaamd Chemin des Dames, die gedurende een groot deel van de oorlog in Duitse handen was. De begraafplaats werd in 1919 aangelegd om de Franse gesneuvelden die in de wijde omtrek begraven waren een definitieve rustplaats te geven. Zij waren afkomstig van de begraafplaatsen in Baulne-en-Brie, Paissy, Braye-en-Laonnois en Moulins. In 1925 was de aanleg beëindigd maar in 1972 werd ze volledig gerenoveerd. Ook de aangrenzende Duitse begraafplaats werd toen vernieuwd.
Er liggen nu 2.764 individuele Franse graven en een massagraf met 2.386 doden. Er liggen ook 54 Russen begraven. Alle graven worden gemerkt met de typische witte kruisjes, behalve voor de islamitische en joodse slachtoffers die worden herdacht met een grafzerk waarop de symbolen van hun geloofsovertuiging zijn aangebracht. 

## Trivia
De Franse president Charles de Gaulle en de Duitse kanselier Konrad Adenauer kwamen op 8 juli 1962 naar de begraafplaats om samen te bidden bij de graven van Franse en Duitse soldaten opdat hun offer - bijdraagt aan het samenbrengen van de twee naties, Frankrijk en Duitsland, en door verzoening een nieuwe oorlog voor altijd onmogelijk zou maken -.